# Johann Gottfried Köhler
Johann Gottfried Köhler (Gauernitz, 15 de dezembro de 1745 – Dresden, 19 de setembro de 1801) foi um astrônomo alemão.
Descobriu várias nebulosas, aglomerados de estrelas e outros objetos difusos. Köhler foi notabilizado pelas descobertas dos objetos Messier 67, Messier 59 e Messier 60. Os últimos dois objetos foram descobertos no mesmo dia, 11 de abril de 1779. Köhler trabalhou com o notável astrônomo alemão Johann Elert Bode.